# Spärrverbena
Spärrverbena (Verbena bracteata) är en verbenaväxtart som beskrevs av Antonio José Cavanilles, Mariano Lagasca y Segura och José Demetrio Rodríguez. Spärrverbena ingår i släktet verbenor, och familjen verbenaväxter. Inga underarter finns listade i Catalogue of Life.